# 봇쉬르카시

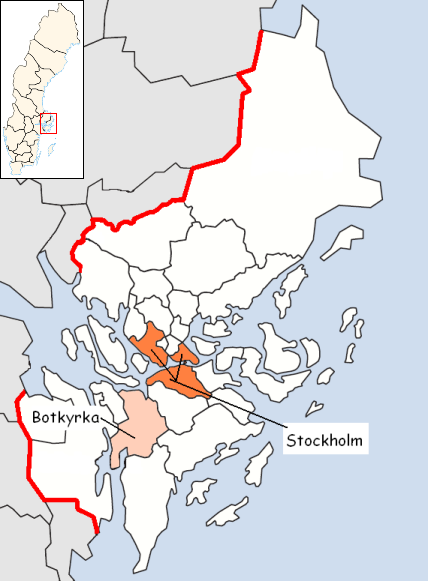
봇쉬르카시의 위치

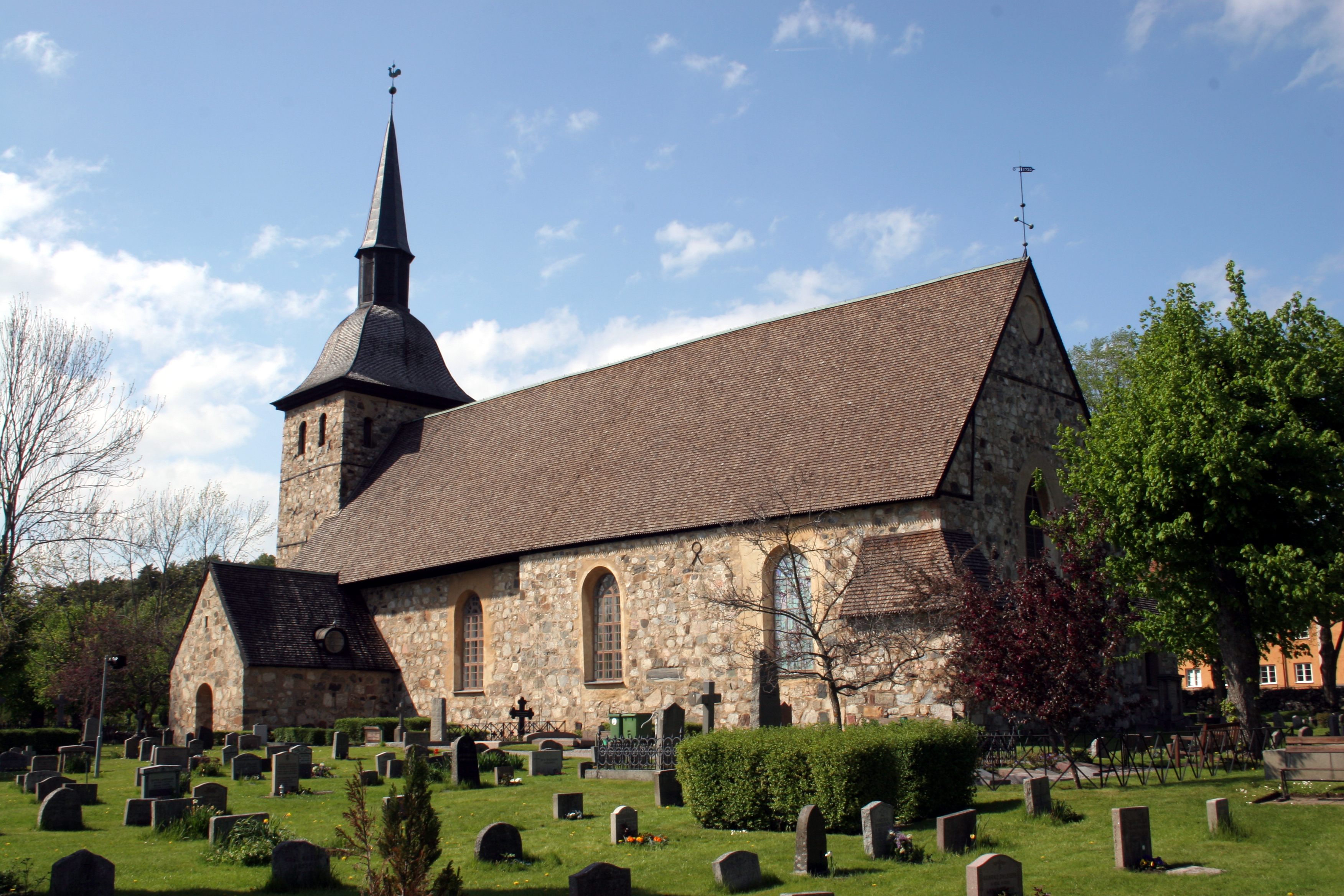
봇쉬르카 교회

봇쉬르카시(스웨덴어: Botkyrka kommun)는 스웨덴 스톡홀름주에 위치한 지방 자치체로, 행정 중심지는 툼바이며 면적은 223.59 km2, 인구는 81,801명(2010년 기준), 인구 밀도는 370명/km2이다. 스톡홀름 근교에 위치한다.

시 문장